# Otto Erler
Otto Erler, född den 4 augusti 1873 i Gera, död den 8 oktober 1943 i Dresden, var en tysk författare.
Erler, som var lektor i Dresden, debuterade med Verse (1899) och vann stora framgångar med skådespel (Giganten, 1901, Die Ehekünstler, 1903, Zar Peter, 1905, Struensee, 1916, uppförd 1920 i Stockholm) samt komedierna Die Hosen des heiligen Bartolus och Die Reliquie (1910). 